# Oh Yeah (BOYS AND MENの曲)
「Oh Yeah」（オー・イェー）は、日本の男性グループ・BOYS AND MENの楽曲で、24作目のシングル。シングルは2020年9月9日、ユニバーサルミュージックのレーベル・Virgin Musicからリリースされた。「結成10周年シングル」と位置付けられている。
作詞作曲は元Aqua Timezの長谷川大介。「未来を信じることの大切さ」をテーマにしたメッセージソングである。BOYS AND MENは本作で5作目のオリコン週間シングルランキング首位を獲得した。

## 背景とリリース
前作は2019年12月リリースの『ガッタンゴットンGO!』。通算24作目、メジャー流通は10作目、Virgin Musicからは7作目のシングルとなる。2020年はBOYS AND MENにとって結成10周年の年であり、本作は10周年シングル第1弾と位置付けられているが、2020年のCDリリースはこの1作限りとなった。14thシングル『お願いよ!Oh Summer!』（2015年、Fortune Records）以来5年ぶり、メジャー流通では初となる、ノンタイアップ・シングルである。
2020年、BOYS AND MENは全国ツアー開催など様々なアニバーサリー企画を予定していた。しかし新型コロナウィルス感染症流行、いわゆる「コロナ禍」によって、ツアーの延期や常設劇場での興行の中止、テレビ番組のロケーション撮影の中止やロケ番組の打ち切りなど、様々な影響を受けた。その状況下でBOYS AND MENの所属・運営事務所であるフォーチュンエンターテイメントは、常設劇場を配信専用のスタジオにリニューアルするなど配信コンテンツに注力して活動した。BOYS AND MENは10周年記念として海外で新曲を制作する予定であったが、コロナ禍によってこれも中止となった。その曲は「Oh Yeah」と系統の異なる、アップテンポで派手目の曲であったという。新たにシングル候補曲を選ぶ過程にメンバーも立ち合い、デモ音源の中から「メロディや熱さがボイメンに合うな」・「ボイメンが歌う姿が想像できた」・「（2020年のコロナ禍、自粛期間の）今だから届けたい曲」とメンバーが共感したこの曲（デモ音源の時点ではタイトルは付いていなかった）がシングル表題曲に選ばれた。編曲は「進化理論」や「頭の中のフィルム」の編曲など、メジャーデビュー以降の楽曲制作に大きく携わる源田爽馬（Soma Genda）による。
7月に「Oh Yeah」を表題とするシングルのリリースを発表し、8月3日に冠ラジオ番組『BOYS AND MEN 栄第七学園男組』(CBCラジオ)で音源を解禁した。この数日後、所属事務所の社員および弟分グループ祭nine.のメンバー数名が新型コロナウイルスに感染したことを受けて、1週間ほど活動を自粛する。8月26日に「Oh Yeah」のミュージックビデオが公開された。リリースの前日の9月8日、土田拓海が「数か月前から、心のコンディションがあまり良くなかった」と明かし、当面の間休養することを発表。以降は8人体制で活動し、延期となっていた全国ツアー『BARI BARI★PARTY』を規模を縮小して9月末から開催した。
2021年1月、3年ぶりとなるオリジナル・アルバム『BOYMEN the Universe』がリリースされ、「Oh Yeah」はカップリングの2曲とともにこれに収録された。アルバムのリード曲「どえりゃあJUMP!」でのプロモーションを8人で展開した後、7月に8人体制で次作『ニューチャレンジャー』をリリースした。その翌月に土田拓海がグループを脱退し、この『Oh Yeah』が土田が参加した、9人体制での最後のシングルとなった。

## リリース形態、カップリング
CDシングルは、初回限定盤A/Bと通常盤の3種、レーベルのウェブストア限定で販売されるピクチャーレーベルCD「UNIVERSAL MUSIC STORE限定盤」のBOYS AND MEN盤・YanKee5盤・誠盤の3種の、6つのタイプでリリースされた。カップリングに、BOYS AND MENへの楽曲提供が続く前山田健一による、メンバーが「元気だし、むさくるしいし、バカっぽいんだけど、それが最高にボイメンっぽい」と評する「D.T.G.」と、「ガッタンゴットンGO!」を手掛けた山本隼人による90年代アイドルポップス風のラブソング「ZOKKON!」が含まれる。初回限定盤には「Oh Yeah」のミュージックビデオなどを収めたDVDが付属する。「D.T.G.」は「リリックビデオ」として、「ZOKKON!」は「レコーディングシーン」としてそれぞれ映像化され、初回限定盤BのDVDに収められた。

## ミュージック・ビデオ
メンバーがユニバーサルミュージックの会議室で、どういうビデオを撮りたいかアイデアを出し合うミーティングのシーンから始まる。続くパフォーマンス・シーンは、茨城県笠間市の採石場で撮影された。ドローンでの撮影を取り入れ、広大な風景をバックに歌うシーンに、コロナ禍を意識したリモート撮影風のカットや画面越しにハイタッチをする演出などを取り入れている。振り付けは、BOYS AND MENの舞台演劇作品にも携わるダンサーで振付師の泰智による。

## 衣装
「Oh Yeah」の衣装は、グループのトレードマークである学ランに、メンバーそれぞれが選んだ漢字一文字と数字が刺繍されたものである。
- 水野勝：魁／7  - 学ランに「魁」というイメージがあったことと、「魁」には先駆け、リーダーといった意味があることから。「7」は自身の運命数、ラッキーナンバー[2]。
- 田村侑久： (たいと)／21 - 最も画数の多い漢字を探した結果この字を知り、これが実際に使われたかどうかもわからない伝説の漢字であることから「伝説になりたい」という思いを託した。「21」は好きな漫画『アイシールド21』と、友人のバスケットボール選手笹山貴哉の背番号から[23]。
- 辻本達規：漢／1 - 「漢」は「おとこ」と読ませるもので、「男らしく生きていこう」という思いから。「1」は自身の好きな野球のエースナンバーから[2]。
- 小林豊：愛／3 - 「愛」は自己紹介などで使うことが多い言葉であることから。「3」は「3月生まれ」程度で特に思い入れはないが、何となく選んだもの[2][19]。
- 本田剛文：粋／20 - 「粋」は粋な大人になりたいという思いから。「20」は中日ドラゴンズのエースナンバーから[19]。
- 勇翔：勇、25 - 名前にある「勇」と、誕生日（2月5日）の「25」。
- 平松賢人：初／15  - BOYS AND MENに入ったのが15歳で、「初心を忘れたくない」という思いから[23]。
- 土田拓海：華／2  - 「華がある」の「華」が欲しいという思いと、「華」には栄えるといった意味があることから。「2」は少年野球をしていたときの背番号[23]。
- 吉原雅斗：哀／6  - 「哀」は『機動戦士ガンダム』の「哀・戦士」から。「6」は好きなゲームから[19]。

## チャート成績、批評
2020年9月21日付けのオリコンチャートで週間シングルチャートおよび週間合算シングルチャートで1位を獲得、前作『ガッタンゴットンGO!』から2作連続、通算5作目の首位獲得となった。同日付けのビルボード・ジャパンのチャートにおいては、セールス部門Top Single Salesで1位を獲得するも、総合チャートHot 100は9位にとどまった。
音楽ライターの荻原梓はリアルサウンドの連載において、この曲を「パワフルなハードロック調のサウンドに、聴き手の背中を押す力強い歌詞が乗る一曲」と評した。

## 収録トラック

### CDシングル
通常盤
1. 「Oh Yeah」（作詞・作曲: 長谷川大介、編曲: Soma Genda） – 5:13
2. 「D.T.G.」（作詞・作曲: 前山田健一、編曲: 徳田光希） – 4:19
3. 「ZOKKON!」（作詞・作曲: Hayato Yamamoto・Tayuto Nakasu、編曲: Hayato Yamamoto） – 4:28
4. 「Oh Yeah -Instrumental-」
5. 「D.T.G. -Instrumental-」
6. 「ZOKKON! -Instrumental-」

初回限定盤A
CD
1. 「Oh Yeah」
2. 「D.T.G.」
3. 「ZOKKON!」

DVD
1. 「Oh Yeah -Music Video-」
2. 「Oh Yeah -Making of Music Video-」

初回限定盤B
CD
初回限定盤Aに同じ。
DVD
1. 「Oh Yeah -Music Video-」
2. 「D.T.G. -Lyric Video-」
3. 「ZOKKON! -Lyric Video（Recording Scene）-」

UNIVERSAL MUSIC STORE限定盤
1. 「Oh Yeah」
2. 「D.T.G.」

クレジット・時間：

### 音楽配信
1. 「Oh Yeah」
2. 「D.T.G.」
3. 「ZOKKON!」
4. 「Oh Yeah -Instrumental-」